# جامعة نوتر دام

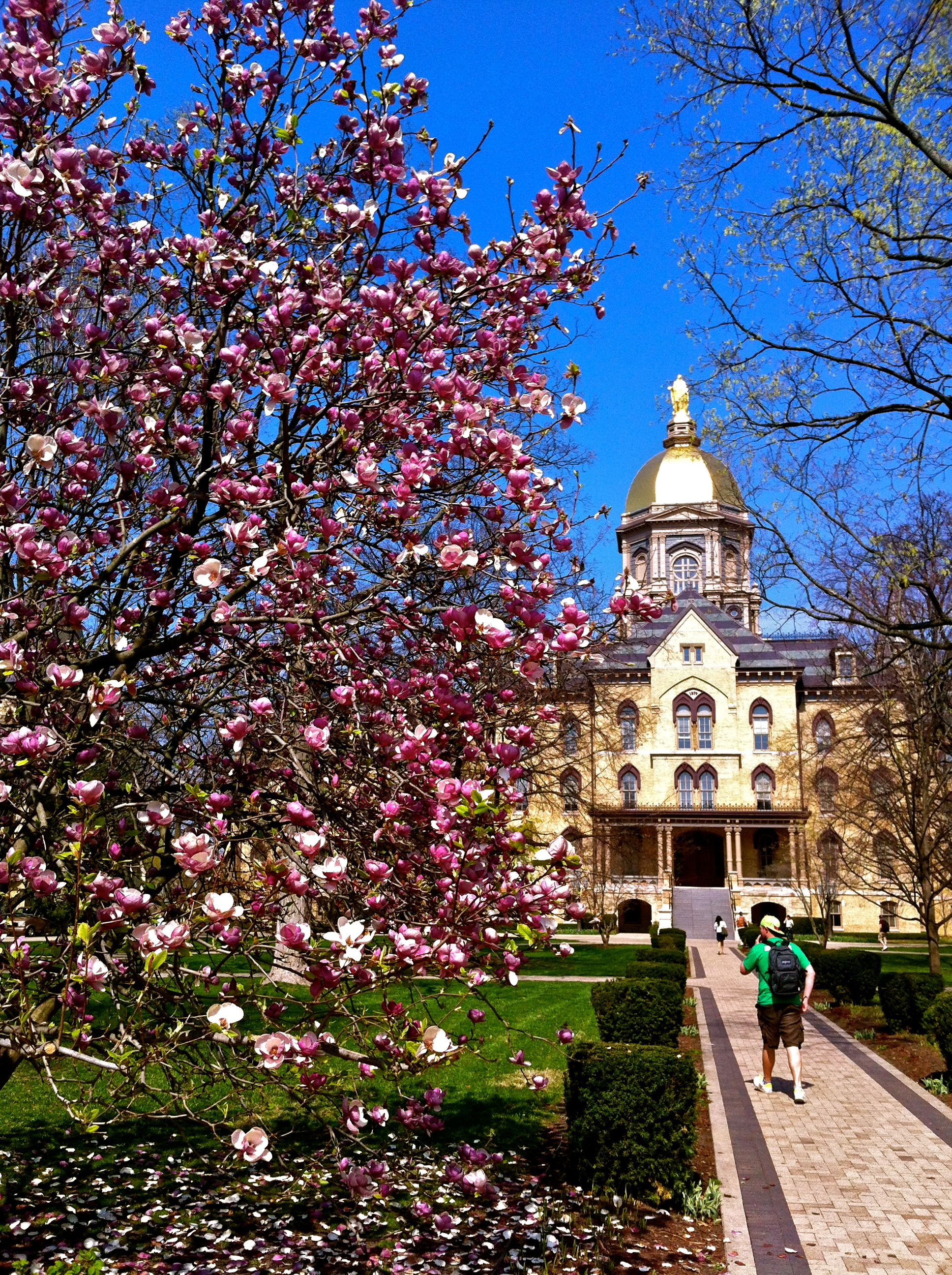
مدخل الجامعة

جامعة نوتردام أو جامعة نوتر دام هي جامعة كاثوليكية بحثية غير حكومية تقع في بلدة نوتر دام دو لاك مدينة ساوث بند في شمال ولاية انديانا الأمريكية، تأسست عام 1842 على يد المبشر السيد إدوارد سورين الذي كان أيضا أول رئيس للجامعة. في سنة 1972م سمح للطالبات الالتحاق بالجامعة لأول مرة، أما قبل ذلك فقد كانت أنشأت كمعهد مخصص للذكور فقط منذ 26 نوفمبر 1842م عندها تم تدشين بناية الجامعة على قطعة أرض تبرّع بها رئيس أساقفة أبرشية انديانابوليس بإنديانا؛ إن الخصيصة الكاثوليكية لجامعة نوتر دام ميزة يعكسها بوضوح الالتزام الجلي والصريح بالمعتقد الكاثوليكي إلى جانب تمويل رجال الكهنوت من طرف مؤسسة الجامعة كما يعكسها كذلك الهندسة المعمارية - ذات الطابع الديني الكاثوليكي - التي تحيط بالحرم الجامعي من كل جانب. هذا ويعتبر مجمع الصليب المقدس راعي المؤسسة منذ تأسيسها. إلى يومنا هذا، كثير من كهنة الصليب المقدس يواصلون العمل من أجل الجامعة بما في ذلك شغل مناصب رئاسة إدارة الجامعة.
لدى جامعة نوتر دام تاريخ طويل في فصل السكن الجامعي أو السكن الطلابي حسب الجنس وتحديد زيارة الجنس الآخر.

## التسمية
جامعة نوتر دام دو لاك، واختصارا جامعة نوتر دام. بالإنجليزية: University of Notre Dame du Lac، واختصارا University of Notre Dame. نوتر دام دو لاك تعني بالفرنسية «سيدتنا عند البحيرة»[بحاجة لدقة أكثر]، واختصارا تعني «سيدتنا» إشارة إلى القديسة الشفيعة للجامعة السيدة مريم العذراء. وتتجلى هذه الإشارة في إيحاءات الأغنية المرتبطة بالجامعة (مدرسة أم أو alma mater باللاتينية) وعنوان هذه الأغنية «سيدتنا، أمنا» وبالإنجليزية "Notre Dame, Our Mother" حيث تشير «سيدتنا» في أغنية الإخلاص هذه إلى الجامعة ذاتها كما تشير إلى قديستها الشفيعة وسميتها المتجانسة (من إسمها إسمكِ) مريم العذراء البتول. ألف هذه الأنشودة السيد يوسف كاساسانتا (Joseph Casasanta) الذي كان طالبا في جامعة نوتر دام وخريجها عام 1923، وتم أداءها لأول مرة عام 1931 أثناء جنازة المدرب الأسطوري الأمريكي نوت روكني.

## التأسيس والموقع
تأسست جامعة نوتر دام التي تحمل شعار «الحياة، الجاذبية، الأمل» بتاريخ 26 نوفمبر 1842 على يد إدوارد سورين كمؤسسة لتدريب الأولاد. أسس إدوارد هذه المؤسسة في مكان كان قد أنشأ فيه أحد اليسوعيين عام 1686 ديرا للإرساليات البعثية.

## أبرز الخريجين
- ويليام كافانو
- جايلون سميث